# Кіфісія (станція метро)
«Кіфісія» (грец. Κηφισιάς) — станція Афінського метрополітену, в складі Афіно-Пірейської залізниці. Розташована на відстані 25 655 метрів від станції метро «Пірей». Як станція метро була відкрита 10 серпня 1957 року. На станції заставлено тактильне покриття.